# فرانک مک‌کارتی (هنرمند)
فرانک مک‌کارتی (انگلیسی: Frank McCarthy؛ ‏ ۳۰ مارس ۱۹۲۴ – ۱۷ نوامبر ۲۰۰۲) هنرمند و نقاش واقع‌گرا اهل ایالات متحده آمریکا بود که به خاطر هنر تبلیغات، خلق آثار هنری برای مجلات، طراحی جلد شومیز، ساخت پوسترهای فیلم و نقاشی‌های غرب ایالات متحده آمریکا شهرت داشت. وی از شاگردان جرج بریجمن و رجینالد مارش در «لیگ دانشجویان هنر نیویورک» بود و سپس برای ادامه تحصیل به مؤسسه پرت در بروکلین رفت. از جمله فیلم‌هایی که وی پوستر آن‌ها را طراحی کرد، ده فرمان، هاتاری!، فرار بزرگ و با همکاری گلوله آتشین، فقط دو بار زندگی می‌کنید و در خدمت سرویس مخفی ملکه بودند.